# فيرا غران
فيرا غران Wiera Gran (اسمها الحقيقي دفورا غرينبرغ Dwojra Grynberg) (20 أبريل 1916 - 19 نوفمبر 2007) كانت مغنية وممثلة بولندية من أصل يهودي.

## حياتها
كان صوتها ينتمي لفئة الألتو المنخفض حتى في أوائل عام 1934، عندما كانت في السابعة عشرة من عمرها. وقامت بتسجيل أول تسجيل لها وهو التانغو جرزيتش تحت الاسم المستعار سيلفيا جرين.  وغنت في مقهى باراديس في وارسو في أوائل الثلاثينيات.  وفي حين أن معظم تسجيلاتها باللغة البولندية، فقد غنت باللغة اليديشية في فيلم On a heym (بدون منزل) مع شيمون دزيغان وإسرائيل شوماخر.
وهربت من حي اليهود في وارسو خلال الحرب العالمية الثانية، واختبئت في حي وارسو - بابيتسي (بورنيروو). وفي عام 1950 انتقلت إلى فرنسا. وعملت في مسرح موريس شوفالييه المسمى باسم الحمراء . كما غنت في باريس في حفل خيري مع شارل أزنافور. أما الأغنية الأولى التي جعلتها مشهورة، فقد ألفها في عام 1937 أدولف كورك (المعروف لاحقًا باسم إيدي كورتس) بناء على كلمات قالتها غران.
وسافرت إلى بولندا عام 1965.

## قضية تعاونها مع النازيين
وفي بولندا بعد الحرب في عام 1945، اتهمها كل من جوناس توركوف  وأدولف بيرمان بالتعاون مع الألمان خلال الحرب العالمية الثانية. وقال أديسواف سيزيبلمان في المحكمة إنه سمع عن تعاونها في وارسو "الآرية" خلال الحرب منذ أغسطس 1943. وقال ماريك إيدلمان (قائد انتفاضة الغيتو في وارسو) في 5 مايو 1945 إنه سمع عن تعاون فيرا غران مع الغستابو. وسمع أيضًا أنه قد صدر عليها حكم الإعدام من قبل جيش الوطن (أرميا كراجوا)، ولكن لم يتم العثور على غران، وبالتالي لم يتم تنفيذه.  وفي عام 1947، استمعت محكمة المواطنين التابعة للجنة المركزية لليهود البولنديين إلى القضية ووجدت أنها غير مذنبة في عام 1949. 
حاولت فيرا غران لاحقًا الهجرة إلى إسرائيل، حيث واجهت اتهامات مماثلة   من قبل جوناس توركوف وأدولف بيرمان وبيساش بورشتاين وتمت مقاطعتها. وحاولت تبرئة اسمها في المحاكم هناك لكن المحاكمة عُلقت أخيرًا في عام 1982.  واعتبر أنطوني ماريانوفيتش الذي كان يبلغ من العمر 16 عامًا وقت الغزو الألماني لبولندا، هذه الاتهامات بمثابة "حماقة"، لكن ماريانوفيتش يقول بنفسه في كتابه إنه مكث معظم فترة الحرب خارج الحي اليهودي في وارسو "الآرية".  ويدعي ماريانوفيتش أن فيرا غران كانت "مغنية ومغنية فقط" وكانت معروفة بأعمالها الخيرية. 
وفي كتابها المعنون "تتابع الافتراءات" Sztafeta Oszczerców  والمنشور في عام 1980 في باريس، تقدم غران روايتها الخاصة للأحداث وتؤكد براءتها متهمة جوناس توركوف بالتعاون مع الجستابو. وتفترض جوانا شيسنا في عام 2010 في مجلة غازيتا فيبورشا Gazeta Wyborcza  أن الاتهامات الموجهة ضد غران كانت مبنية على عداوات شخصية بينها وبين جوناس توركوف وفلاديسلاف شبيلمان. وتقتبس من الوثائق المحفوظة في المعهد التاريخي اليهودي في وارسو، تصريحات أدلى بها أصدقاء غران مثل يرزي يوراندوت وكريستينا جيفولسكا وإيزابيلا شايكا ستاشوفيتش، وجميعهم زعموا أن الاتهامات الموجهة ضد فيرا غران كانت مبنية على إشاعات. 

## روابط خارجية
- فيرا غران في قاعدة بيانات الأفلام على الإنترنت